# Sony Vázquez
José Antonio Vázquez Vázquez, más conocido como Sony Vázquez (nacido el 21 de febrero de 1975 en Orense, Galicia) es un exjugador de baloncesto español. Con 1.95 metros de estatura, jugaba en la posición de alero. 

## Trayectoria
- Categorías inferiores Club Ourense Baloncesto
- Club Ourense Baloncesto (1995-1996)
- Viña Costeira Verín  (1996-1997)
- Gaia (Portugal)  (1997-1998)
- Club Ourense Baloncesto (1998-2002)
- Baloncesto León (2002-2003)
- Club Ourense Baloncesto (2003-2007)
- Gijón Baloncesto (2007-2008)
- Club Ourense Baloncesto (2007-2011)
- Ourense Capital termal (2011-2012)
- COB Salesianos (2012-2013)

## Un hombre de club
Todo un emblema del baloncesto orensano, llegó a jugar en el equipo de su ciudad natal durante 13 años en 4 etapas distintas., siendo la temporada 1995-1996 y 2000-2001 parte integrante del equipo que jugó en ACB. Se caracterizaba por tener un gran tiro exterior.